# Gertrud af Sachsen og Bayern
Gertrud af Sachsen og Bayern, (født ca. 1154, død 1. juli 1197). Gertrud var datter af Henrik Løve af Sachsen og Bayern og Klementia af Zähringen.
Gertrud var hertuginde af Schwaben og dronning af Danmark. Hun blev giftet bort første gang i 1166, da hun var 12 år gammel, med hertug Frederik 4. af Schwaben. Hun blev enke allerede året efter i 1167 og trolovedes med Knud 6., Valdemar den Stores søn i 1171, og synes at have opholdt
sig i Danmark i de følgende år. Brylluppet fandt sted i februar
1177 i Lund, og Knud gjordes til statholder i de skånske
landskaber. Gertrud var en halv snes år ældre end sin mand, men
denne var ifølge Arnold af Lübeck, "alvorlig og sat af væsen og karakter, ældre end efter
sine års tal".
Gertrud er begravet i Væ Kirke i Skåne.